# Rockaway Inlet
Rockaway Inlet is een inham in het oosten van de Lower New York Bay in de Amerikaanse staat New York, ten zuiden van de borough Brooklyn van de stad New York. 
Naast een inham is Rockaway Inlet ook de zeestraat die de doorgang biedt naar het estuarium Jamaica Bay. Rockaway Inlet en de Jamaica Bay worden van de Atlantische Oceaan gescheiden door het schiereiland Rockaway. Meerdere gebieden op de kustlijn rond de Rockaway Inlet zijn onderdeel van de Gateway National Recreation Area.
Ten noorden van de Rockaway Inlet liggen Coney Island Beach, Brighton Beach, Manhattan Beach, Plumb Beach en Floyd Bennett Field, onderdelen van Brooklyn, ten zuiden Breezy Point en Fort Tilden, wijken van The Rockaways, deel van Queens. De Rockaway Inlet wordt overbrugd door de Marine Parkway-Gil Hodges Memorial Bridge.